# 寺家駅
寺家駅（じけえき）は、広島県東広島市寺家駅前にある西日本旅客鉄道（JR西日本）山陽本線の駅である。駅番号はJR-G09。

## 概要
東広島市の中心駅として既に西条駅があるが、寺家地区からは2 - 3kmと距離が離れている（徒歩で20 - 30分程度）ため、1987年（昭和62年）に発足した「寺家駅建設促進期成同盟会」等地元4団体によって、長年に渡り新駅開設が要望されて来た。しかし、予定地周辺は整備されていない他、地権者との交渉が難航していたため、明確な計画は発表されないままであった。
その後、2009年（平成21年）4月、東広島市が新駅開設に合わせた「寺家地区土地区画整理事業」の事業案を公開し、同年4月29日まで市民の意見を受け付ける等駅新設へ具体的に動き始めた。2010年（平成22年）2月、駅南口広場と国道486号を繋げる道路工事から順次進められて行き、2015年（平成27年）には駅舎工事が起工した。
2016年（平成28年）7月8日のJR西日本記者会見で、正式駅名を「寺家駅」とし、1日の乗車人員を1,400人と見込み、快速列車（平日朝運行の「通勤ライナー」・土休日データイム運行の「シティライナー」）は通過とする概要を発表した。
海田市駅が統括する無人駅。有人駅時代は簡易委託駅で、東広島市から再委託の形でJR西日本中国交通サービスが駅業務を受託していた。また、一部時間帯を除いてPOS端末による窓口発券を行なっていた。
近距離普通乗車券の自動券売機も設置。ICOCA利用可能駅（相互利用可能ICカードはICOCAの項を参照）。
電報略号は、「シケ」が重安駅と上下駅で使われているため、「チケ」である。

## 歴史

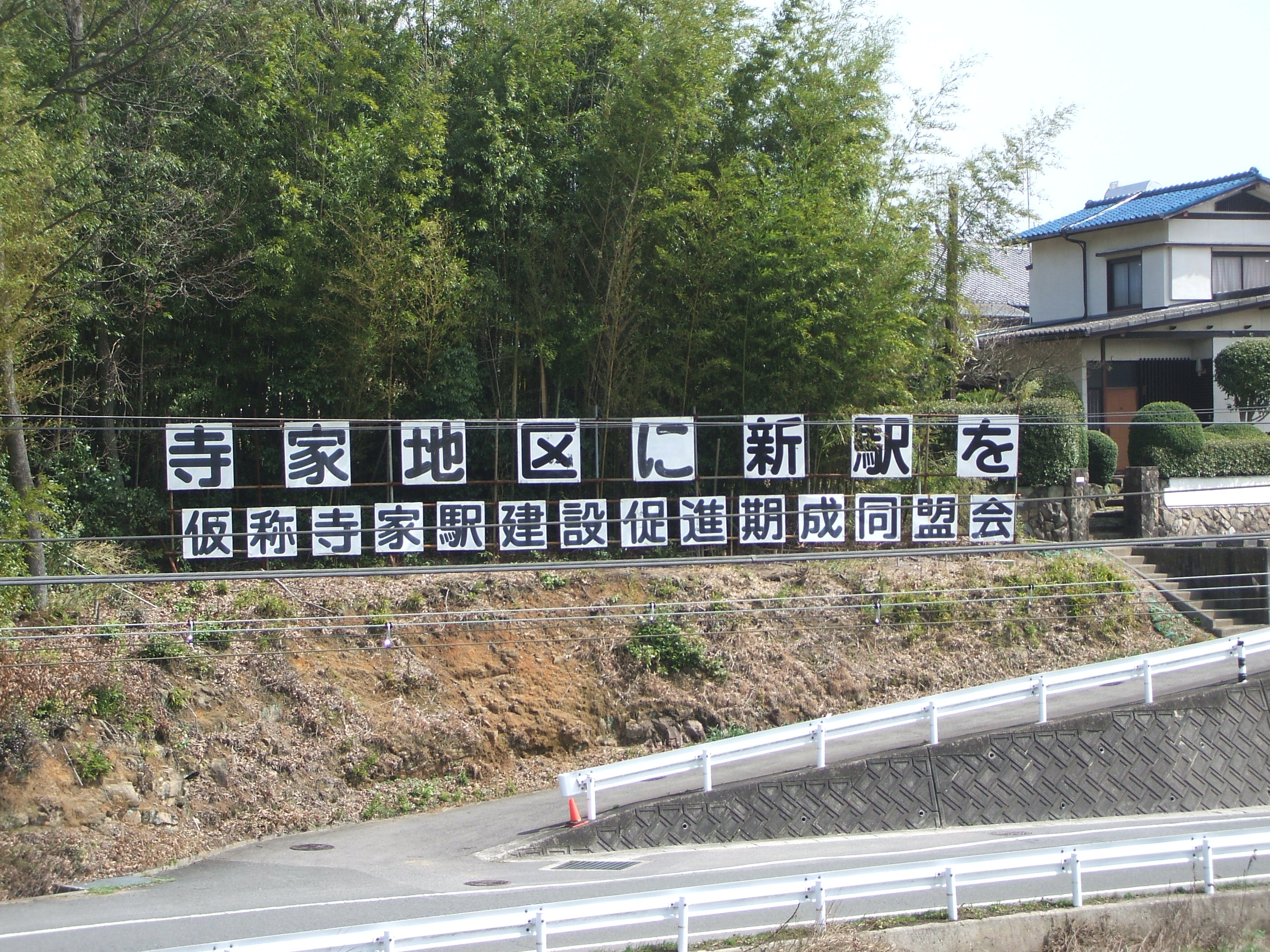
予定地付近には1980年代から20年以上に渡って駅新設を願う看板が設置されていた（写真の看板は駅新設計画が正式に決定した2015年春に撤去された）

- 2014年（平成26年）8月4日：JR西日本と東広島市が新駅設置についての基本合意書を締結[広報 2]。
- 2016年（平成28年）7月8日：JR西日本が正式駅名を「寺家駅」と決定[広報 5]。
- 2017年（平成29年）3月4日：山陽本線西条駅 - 八本松駅間に新設[1][広報 1]。普通列車のみ停車。
- 2018年（平成30年）
  - 1月9日 : 駅周辺に住居表示が導入されたことに伴い、所在地が「東広島市西条町寺家」から「東広島市寺家駅前」に変更される[6]。
  - 7月6日：平成30年7月豪雨に伴い、営業休止。
  - 8月21日：白市駅 - 八本松駅間で暫定的な部分運行実施[広報 6][7]。
  - 9月9日：白市駅 - 瀬野駅間運行再開[広報 7]。
- 2021年（令和3年）7月1日：駅業務がJR西日本広島メンテックからJR西日本中国交通サービスへ移管[8][広報 8]。

## 駅構造
相対式ホーム2面2線を有する地上駅。橋上駅舎を備える。

### 駅舎
- 橋上駅舎に南北自由通路を併設。自由通路は自転車専用レーンが設置されており、自転車通行も可能[1]。自転車専用レーンと構内には柵が設置されており、自転車専用レーン入口から入ると駅改札方面へは行けない構造となっている。

### コンコース内
- 改札口1箇所（ICOCA利用可能簡易自動改札機1台）
- 公衆トイレ（自由通路南口階段横）
- エレベーター（自由通路南口・改札内1番乗り場共用1基・自由通路北口1基、改札内2番乗り場用1基）
- 自動販売機（自由通路2台・改札内2台）

### のりば
| のりば | 路線     | 方向 | 行先             |
| ------ | -------- | ---- | ---------------- |
| 1      | 山陽本線 | 下り | 八本松・広島方面 |
| 2      | 山陽本線 | 上り | 西条・三原方面   |

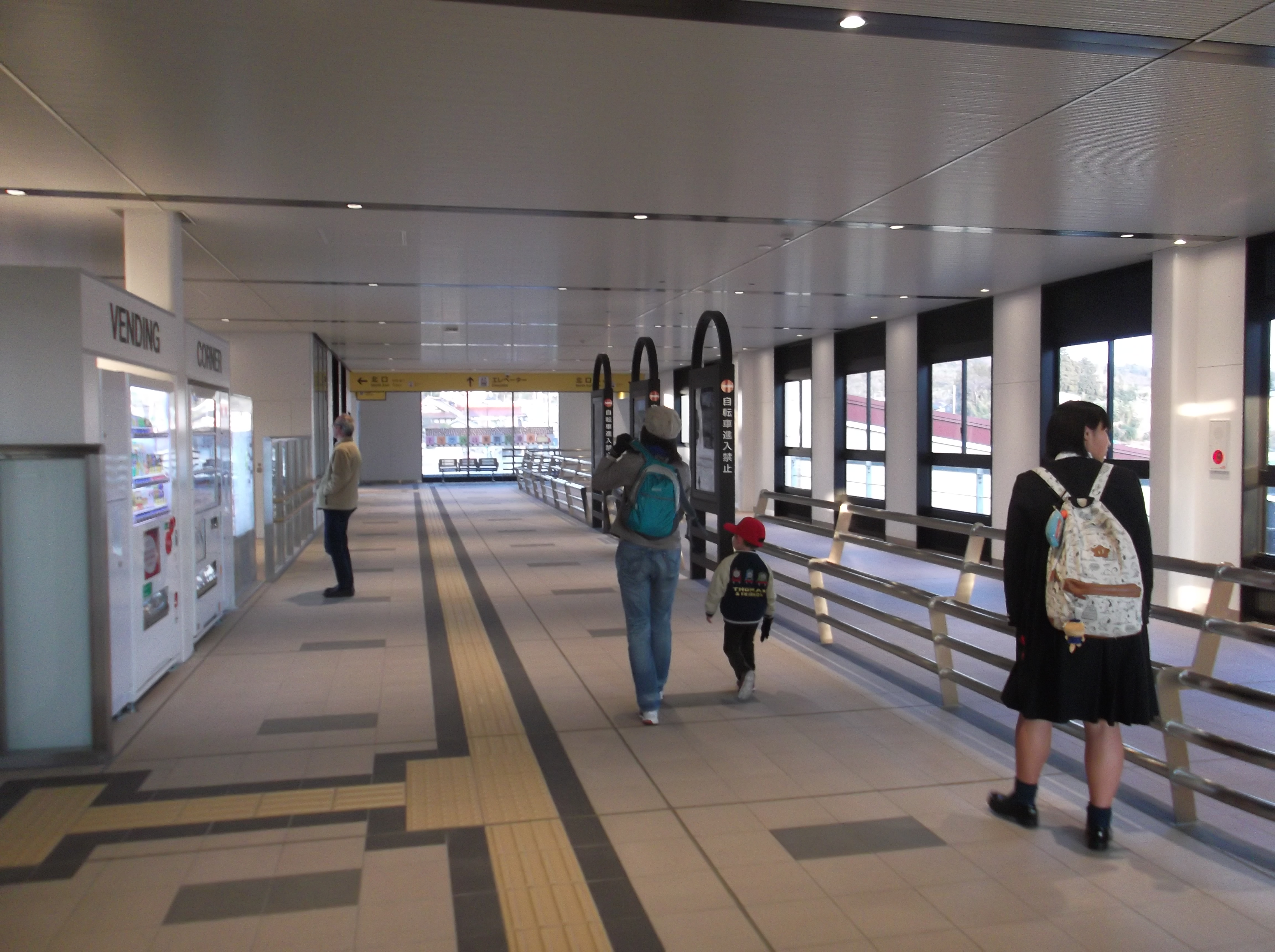
南北自由通路　左側は人道、右側は自転車専用通路（2017年3月）
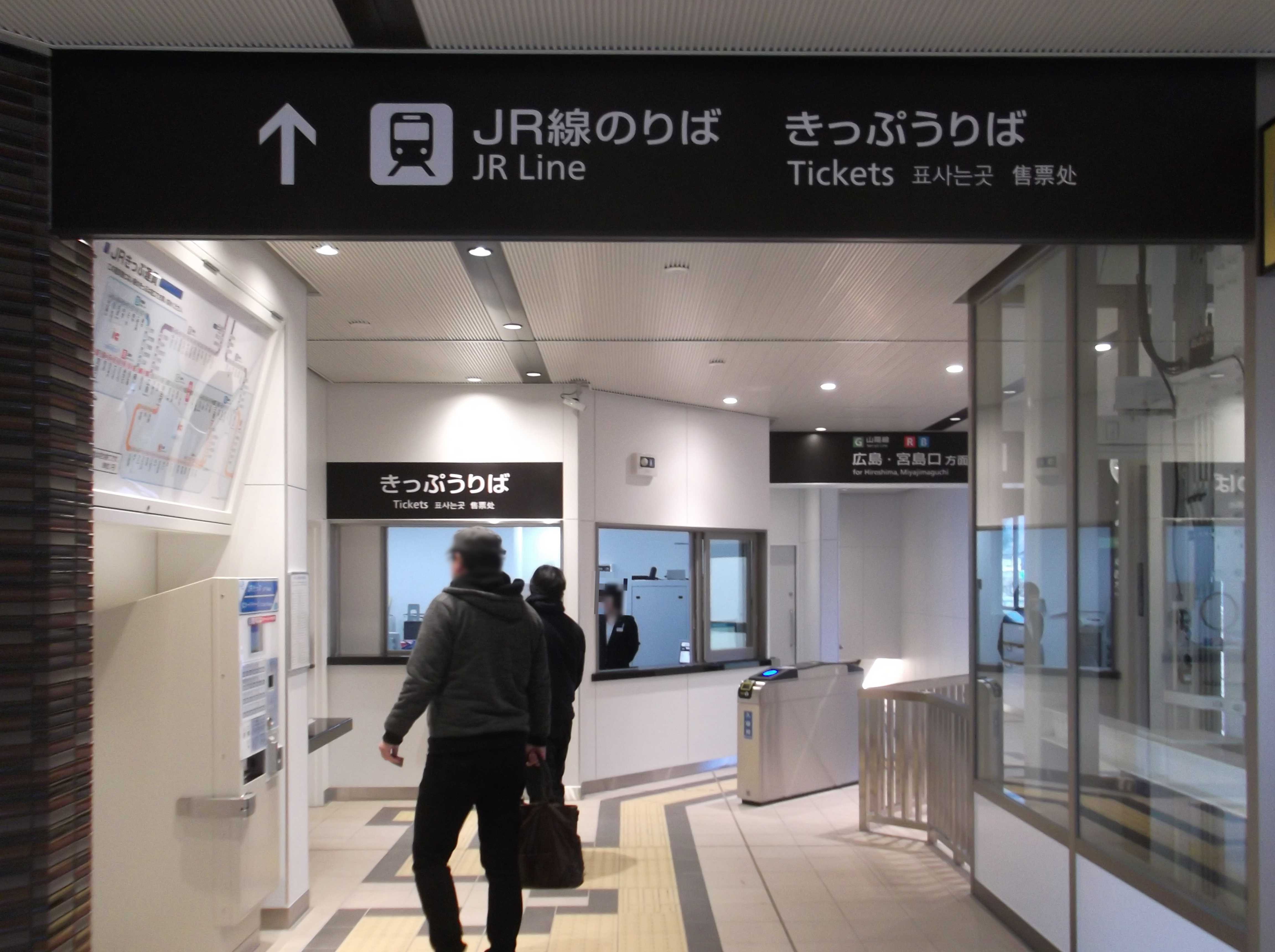
切符売り場と改札口（2017年3月）
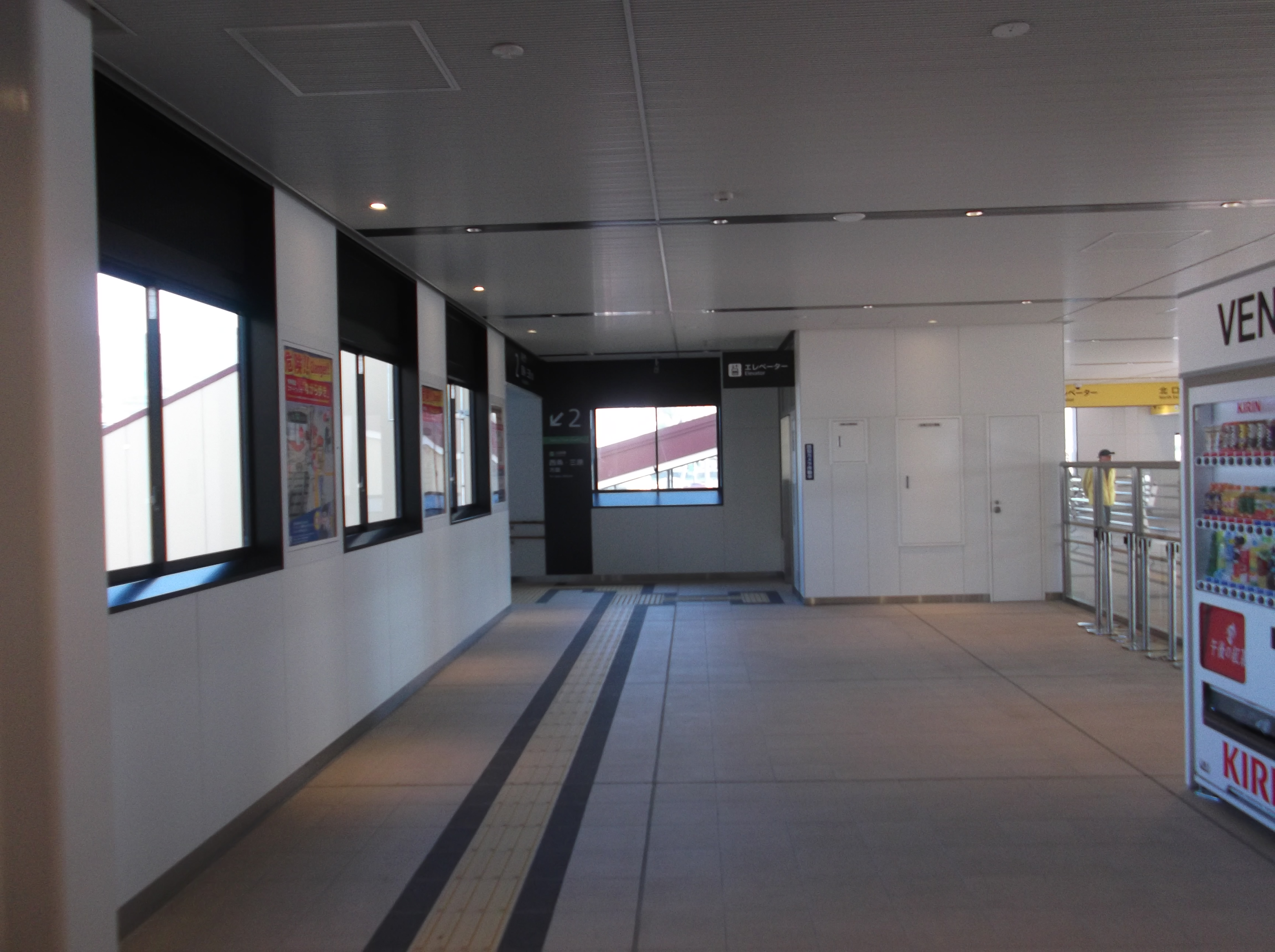
改札内通路（2017年3月）
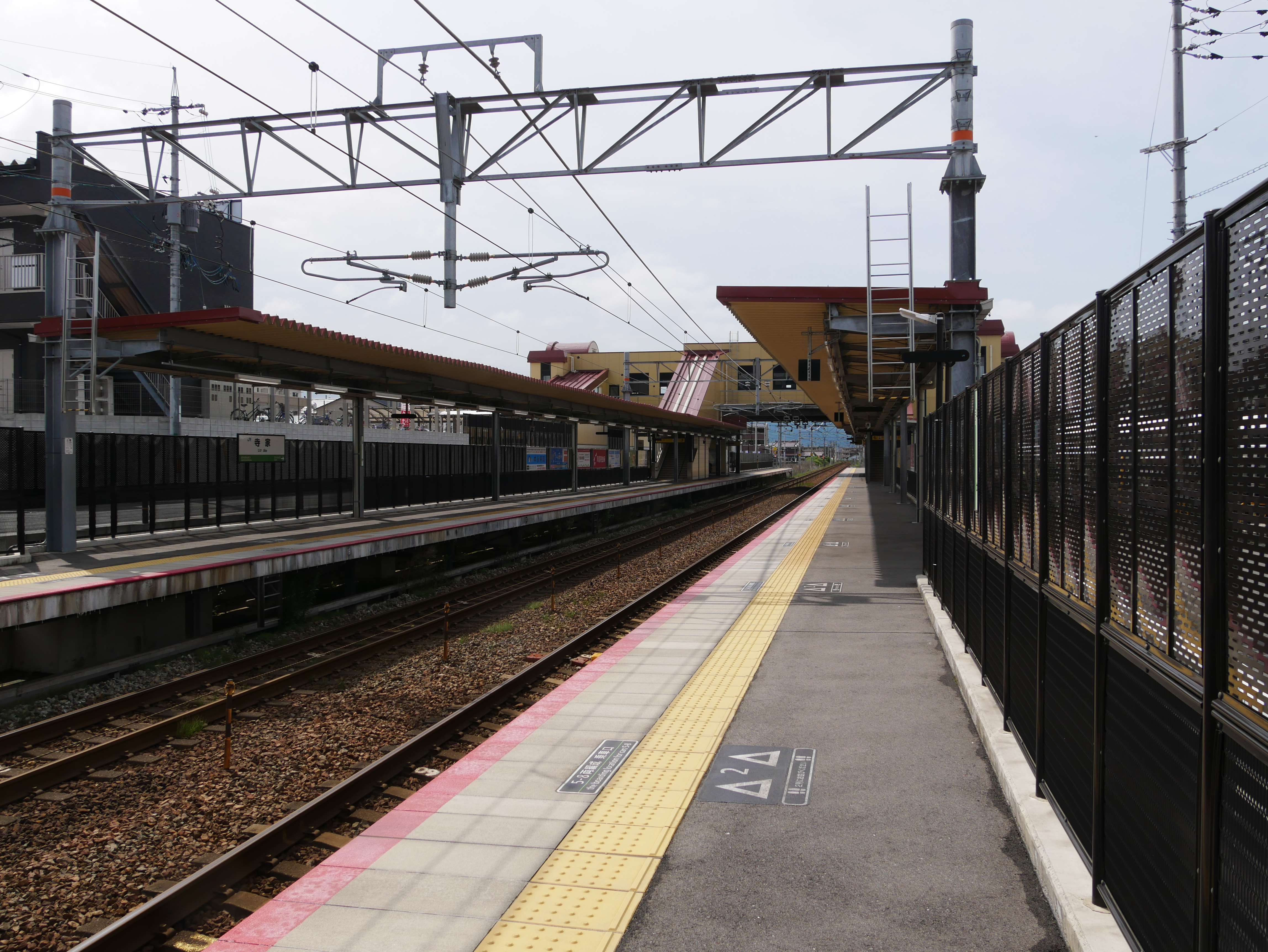
ホーム（2020年6月）
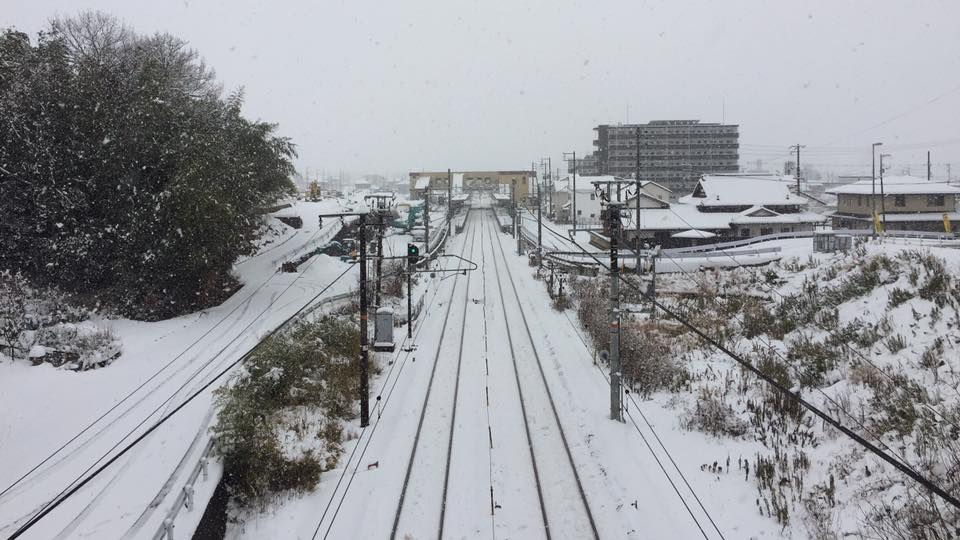
開業直前の様子（2017年1月）

## 利用状況
「統計でみる東広島」によると、1日平均乗車人員の推移は以下の通り。
なお、2016年度の実営業日数は28日であり、出典は「国土数値情報 駅別乗降客数データ」である。
| 年度                | 1日平均 乗車人員 |
| ------------------- | ---------------- |
| 2016年（平成28年）  | 403              |
| 2017年（平成29年）  | 1,232            |
| 2018年（平成30年）  | 1,467            |
| 2019年（令和 元年） | 1,867            |
| 2020年（令和02年）  | 1,765            |
| 2021年（令和03年）  | 1,822            |
| 2022年（令和04年）  | 2,045            |

## 駅周辺

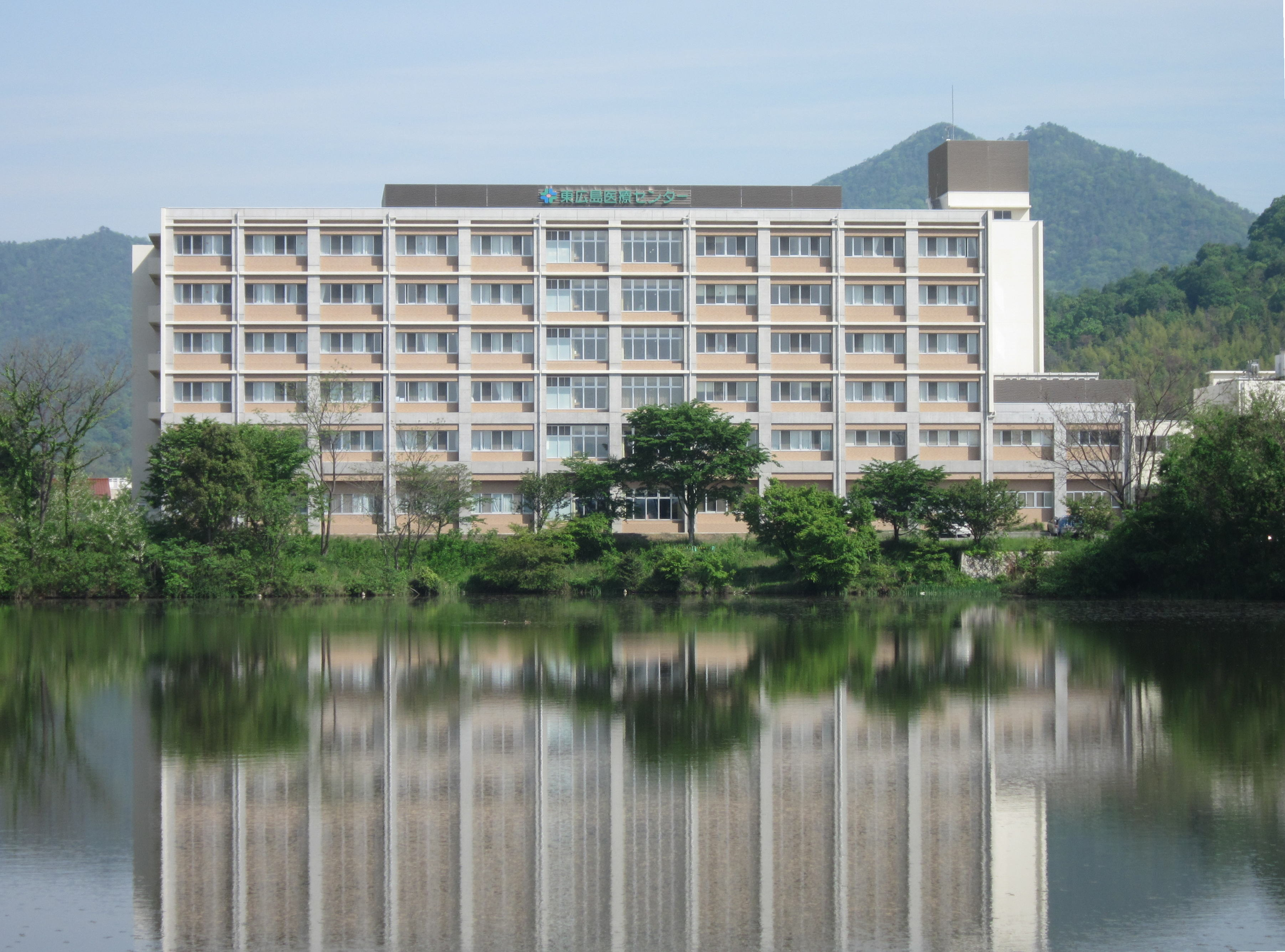
国立東広島医療センターと大沢田池

西条盆地と呼ばれる盆地の北西にあり周囲を山に囲まれている。駅の北東にあるのが龍王山（標高574m）である。駅付近は呉市へ流れる黒瀬川水系の源流域に当たり、西に2㎞ほど行くと広島市へ流れる瀬野川水系との分水嶺がある。駅舎は黒瀬川左岸（東岸）に位置する。盆地内に大河川はないが溜池を利用した稲作が発達し農地としては水田が多い。山際の扇状地も開墾され棚田も多く見られる。周辺はかつては溜池の中でも大きな大沢田池とその湖畔に建つ傷痍軍人広島療養所（1939年開設、現在の国立病院機構東広島医療センター）があるくらいで一面の水田であった。1960年代より駅北西側の山地を切り開いて工業団地が造成され（現在の八本松飯田二丁目付近）、また、広島市や三原市のベッドタウンとして一部の水田は埋め立てられて住宅地に転用され開発が始まった。駅周辺の住宅は一戸建てが多かったが、2017年の駅開業後は集合住宅（マンション、アパート）も増加している。
国道は駅の南口側を通っており駅周辺の主たる商業地となっている。かつての旧・山陽道も当駅付近を経由していた。駅南側の山地を鉄道や国道は北に迂回しているが、旧山陽道は飢坂（かつえざか）と呼ばれるルートで山地を越えて西隣の八本松地区へと抜けていた。山陽自動車道は駅北側の山地を通過するが、地区内にインターチェンジはない。現在の最寄は西条インターチェンジであるが、地区内の東広島医療センター及び工業団地付近に八本松スマートインターチェンジ（仮称）が建設中である。
東広島医療センター付近の龍王山南西斜面下部や、飢坂下部塚の峠地区において、扇状地上部を中心に土石流を対象とした土砂災害防止法における土砂災害警戒区域、若しくは更に厳しい特別警戒区域に指定されている箇所がある。一部の渓流では砂防ダムが整備されている。八本松地区で大きな被害が出た平成30年7月豪雨では寺家地区の龍王山の憩いの森公園内の渓流で土石流が発生したが、駅周辺の住宅地では大きな被害が出なかった。
- 龍王山 憩いの森公園
- 黒瀬川
- 西国街道（旧・山陽道）飢坂
- 国道486号

駅周辺の区間は以前の国道2号で西条バイパス開通時に486号へ移管されたもの。
- 広島県道80号東広島向原線
- 国立病院機構東広島医療センター（旧・傷痍軍人広島療養所）
- 広島県信用組合東広島支店
- 東広島市立寺西小学校
- 東広島市立平岩小学校
- 東広島市立龍王小学校
- 東広島市立西条中学校
- 東広島市立中央中学校
- 広島県立賀茂高等学校

### バス路線
駅南口のロータリー内に「寺家駅」停留所があり、芸陽バスとJRバス中国の2路線が経由する。
その他のバス路線は国道486号線上にある「市田橋」停留所に発着している。
芸陽バス 磯松線
西条駅 / 磯松団地・篠・造賀・福富・豊栄方面
JRバス中国 西条線
西条駅 / 東広島医療センター

## 隣の駅
西日本旅客鉄道（JR西日本）
 山陽本線
■快速「シティライナー」・■快速「通勤ライナー」
通過
■普通
西条駅 (JR-G10) - 寺家駅 (JR-G09) - 八本松駅 (JR-G08)

#### 広報資料・プレスリリース等1次資料
1. 1 2  『平成29年春のダイヤ改正について』（PDF）（プレスリリース）西日本旅客鉄道広島支社、2016年12月16日。2016年12月19日閲覧。
2. 1 2  『山陽線　西条～八本松駅間新駅設置について』（プレスリリース）西日本旅客鉄道、2014年8月4日。2014年8月4日閲覧。
3. ↑  “契約締結結果表（令和3年度第4四半期）” (PDF).  東広島市. 2022年6月13日閲覧。
4. ↑  “令和4年度目的別事業群説明書（予算） 4.活力づくり” (PDF).  東広島市 (2022年3月28日). 2022年4月18日閲覧。
5. ↑  可部線および山陽線新駅の駅名決定について 西日本旅客鉄道 ニュースリリース 2016年7月8日
6. ↑  「西日本豪雨（平成30年7月豪雨）」に伴う運転状況などについて（2018年8月22日時点）：JR西日本
7. ↑  「西日本豪雨（平成30年7月豪雨）」に伴う運転状況などについて（2018年9月11日時点）：JR西日本
8. ↑  “契約締結結果表（令和3年度第1四半期）” (PDF).  東広島市. 2022年6月13日閲覧。